# Tisícrates (escultor)
Tisícrates (Tisicrates) fou un escultor grec diferent del més famós Tisícrates (escola de Lisip), conegut per una inscripció en un marbre trobat prop a Albano (a Itàlia), inscripció que diu: ΤΕΙΣΙΚΡΑΤΗΣ ΕΠΟΙΕΙ..
S'especula que en realitat podria tractar-se només d'una còpia en marbre d'una obra de l'escultor Tisícrates, i no un personatge diferent.